# William Clayton (5e baronnet)
William Robert Clayton, 5e baronnet (28 août 1786 - 19 septembre 1866) est un homme politique et un officier de l'armée anglaise.

## Biographie
Il est le fils aîné de William Clayton (4e baronnet) de Harleyford, près de Great Marlow, Buckinghamshire et fait ses études au Collège d'Eton. Il succède à son père en 1834.
Il rejoint l'armée en tant qu'enseigne au 10e régiment d'infanterie en 1804 et est transféré comme lieutenant aux Royal Horse Guards en 1805, devenant capitaine en 1809. En 1812, il part avec les Horse Guards pour la Guerre d'indépendance espagnole et l'année suivante, il participe aux batailles de Vitoria, des Pyrénées et de Pampelune. Il est devenu major en 1815 et participe à l'action à Quatre Bras et Waterloo en 1815. Il est devenu demi-solde en 1816 et est nommé lieutenant-colonel à demi-salaire en 1826. Il est promu colonel en 1841, major-général en 1851, lieutenant-général en 1858 et général à part entière en 1865.
Il est député de Great Marlow de 1832 à 1842. Il est haut Sherif de Buckinghamshire pour 1846-1847.
Il est décédé à Southsea en 1866. Il épouse Alicia Hugh Massy, la fille et héritière du lieutenant-colonel Hugh O'Donel, député de Tralee, comté de Kerry. Le mariage se termine par un divorce acrimonieux en 1832. Ils ont 2 fils et 2 filles, dont Caroline Douglas qui devient marquise de Queensberry. Ses fils l'ont précédé dans la tombe et son petit-fils William Robert Clayton (1842–1914) lui succède comme baronnet.